# Justicia plowmanii
Justicia plowmanii är en akantusväxtart som beskrevs av Wassh.. Justicia plowmanii ingår i släktet Justicia och familjen akantusväxter. Inga underarter finns listade i Catalogue of Life.